# 링컨의 집에서 살아남기
《링컨의 집에서 살아남기》는 미국의 텔레비전 애니메이션 시리즈이다. 니켈로디언 방영에 크리스 사비노가 기획했다. 본작은 11남매의 유일한 아들 링컨 라우드의 어지러운 일상 이야기를 다룬다. 무대는 미시간주 남동부에 위치하는 가상의 마을 로열 우즈이며, 이것은 기획자 사비노의 고향 로열오크에 기하는 것이다. 2013년 매년하는 애니메이티드 쇼츠 프로그램 당시 2분짜리 단편으로서 니켈로디언에 피치되었으며, 이듬해 제작이 결정되었다. 사비노 본인의 어릴 적 경험에 크게 기반하고 있으며, 또한 그 애니메이션은 신문 코믹 스트립에 영향받은 것이 크다.
2016년 5월 2일 초연되었고 현재까지 총 5 시즌이 방영되었다. 초연 당시 높은 시청률을 기록하였으며, 방영에서 한 달이 되었을 때는 아동대상 텔레비전 애니메이션 프로그램에서 가장 높은 시청률을 기록하기 이른다. 각종 매체에서 본작을 주목하였으며, 제28회, 제29회 GLAAD 미디어 어워드에서 결혼한 백인 흑인 게이 커플인 하워드, 해롤드 맥브라이드를 넣은 공적으로 노미네이션되기도 하였다. 뉴스에 따르면 이 둘의 등장은 역사적이며, 또한 시청률을 크게 끌어높였다 한다. 2017년 5월에는 등장인물 링컨 라우드와 클라이드 맥브라이드가 아동 텔레비전 매체에서의 다인종 등장인물의 예시로서 《버라이어티》의 표지를 장식기도 하였다.
2019년 10월 14일 스핀오프 시리즈 《카사그란데 가족》이 초연.

## 설정
주인공 링컨 라우드는 미시간주 로열우즈에 거주하는 남자아이로서 11형제자매 대가족의 외동아들이다. 링컨은 여자형제만 10명으로 각각이 두드러지는 성격을 가지고 있으니, 우두머리 행세하는 맏딸 로리, 얼빠진 패셔니스타 레니, 뮤지션 루나, 코미디언 루안, 체육 특기의 린 주니어, 음침한 시적 고스 루시, 서로 극과 극인 쌍둥이 라나와 롤라, 영재 리사, 막내 릴리가 그들. 링컨은 자주 제4의 벽을 무시하고 시청자에게 자신의 카오스스런 상황과 형제와의 관계를 설명하곤 하며, 또한 라우드 가정을 보다 윤택하게 만들기 위해 언제나 계획을 꾸민다.
시즌 5에서 한 살을 더 먹게 되어 로리는 페어웨이 대학에 들어가고 링컨은 중학교를, 릴리는 유치원에 입학하게 되었다.

## 등장인물
성우는 미국/한국 순이다.
주요인물
- 링컨 라우드 (11)(성우: 숀 라이언 폭스(파일럿)→그랜드 팔머(1기 1~22화)[8]→콜린 딘(1기 23화~70A화)→텍스 해먼드 (70B화~165화)→아셔 비숍 (168화~현재), 잭슨 패티 (루나의 꿈, 노래)/양정화)
- 로리 라우드 (17)(성우: 캐서린 타버/여민정)
- 레니 라우드 (16)(성우: 릴리아나 머미/이지현)
- 루나 라우드 (15)(성우: 니카 푸터만/류점희)
- 루안 라우드 (14) (성우: 크리스티나 푸체리/정혜원)
- 린 라우드 (13)(성우: 제시카 디시코/김연우)
- 루시 라우드 (8)(성우: 제시카 디시코/이지현)
- 라나 라우드 (6)(성우: 그레이 그리핀/정혜원)
- 롤라 라우드 (6)(성우: 그레이 그리핀/류점희)
- 리사 라우드 (4)(성우: 라라 질 밀러/김자연)
- 릴리 라우드 (생후 17개월)(성우: 그레이 그리핀/김자연)
- 클라이드 맥브라이드 (성우: 칼릴 해리스/김혜성)

주변인물
- 린 라우드 시니어 (성우: 브라이언 스테파넥/김정훈)
- 리타 라우드 (성우: 질 탤리/김연우)
- 하워드&해럴드 맥브라이드 (성우:미국: 마이클 맥도널드&웨인 브레이디)
- 로버트 "바비" 산티아고 (본명: 로버트 알레한드로 마르티나즈-미안 루이스 산티아고 주니어)(성우: 카를로스 페나 주니어/김정훈)
- 로니 앤 산티아고 (성우: 브리아나 이디/김자연)
- 라이트닝 웨건 (성우: 키스 퍼거슨/정재훈)
- 베이스 블래스터 3000 (성우: 오웬 윌슨/엄상현)
- 패티 왜건 (성우: 케빈 제임스/양석정)
- 베이토나 클래식 (성우: 벤 디스킨/이경태)
- 반질라 (성우: 그랜트 조지/심규혁)
- 실비아 S15 (성우: 벤 지루/홍범기)
- 고 카트 (성우: 필 비셔/김혜성)
- 번개 맥퀸 (성우: 오웬 윌슨/심규혁)

## 제작
《링컨의 집에서 살아남기》의 기획자 크리스 사비노는 이미 여러 애니메이션에 참여해온 고참 애니메이터이다. 애니메이션 업계에 뛰어드는 여러 신참들에게 조언해주고, 그들이 니켈로디언 단편 애니메이션 프로그램 시즌 1에 피치하여, 그것이 시리즈로 제작되는 모습을 지켜보던 것을 본 사비노는 자신도 이에 참여하기로 마음먹는다. 《인디와이어》 인터뷰에서는, 니켈로디언의 중역 제나 보이드가 자신들이 하는 것 중 가장 훌륭한 것이 단편 프로그램이라며 이를 제안받았다 했다. 사비노는 《링컨의 집에서 살아남기》를 비롯하여 세 개의 아이디어를 구상했으며 이 중 한 아이디어를 2013년 니켈로디언 단편 애니메이션 프로그램에서 단편으로 선보였다. 이후 1년이 되어 제작이 결정되었다.

### 애니메이션
《링컨의 집에서 살아남기》의 애니메이션 스타일은 사비노가 사랑하던 만화와 그의 지식을 융합했다. 사비노는 자신이 원하던 카툰 스타일에는 셀에 그린 손 그림이 이상적이라고 생각했지만, 11명의 독특한 캐릭터들을, 더 나아가 텔레비전 형식에서 작업하는 것이 애니메이터들에게 큰 부담이 되리라 생각했기 때문에 방법을 모색했다. 코믹 스트립에서 보이는 선을 복제, 모든 캐릭터에 적용하여 이러한 미학을 유지하려고 노력했으며, 하모니(Harmony)라는 애니메이션 소프트웨어를 사용했다. 이 소프트웨어는 이미지를 움직이기 위해 조작을 가했을 때, 더욱 유동적인 마무리를 줄 수 있었다. 화면의 색조는 사비노가 어릴 적 매료된 70년대 만화의 한정된 색상을 본떴으며 바닥과 벽, 그 외 환경에는 고전 코믹 스트립에서 나타나는 망점을 도입했다. 작품에 참여한 애니메이터 조던 로사토의 말에 의하면, 하나의 에피소드를 제작하는 데에는 800 ~ 1,000장의 스토리보드가 필요하다 한다.

### 각본과 캐릭터

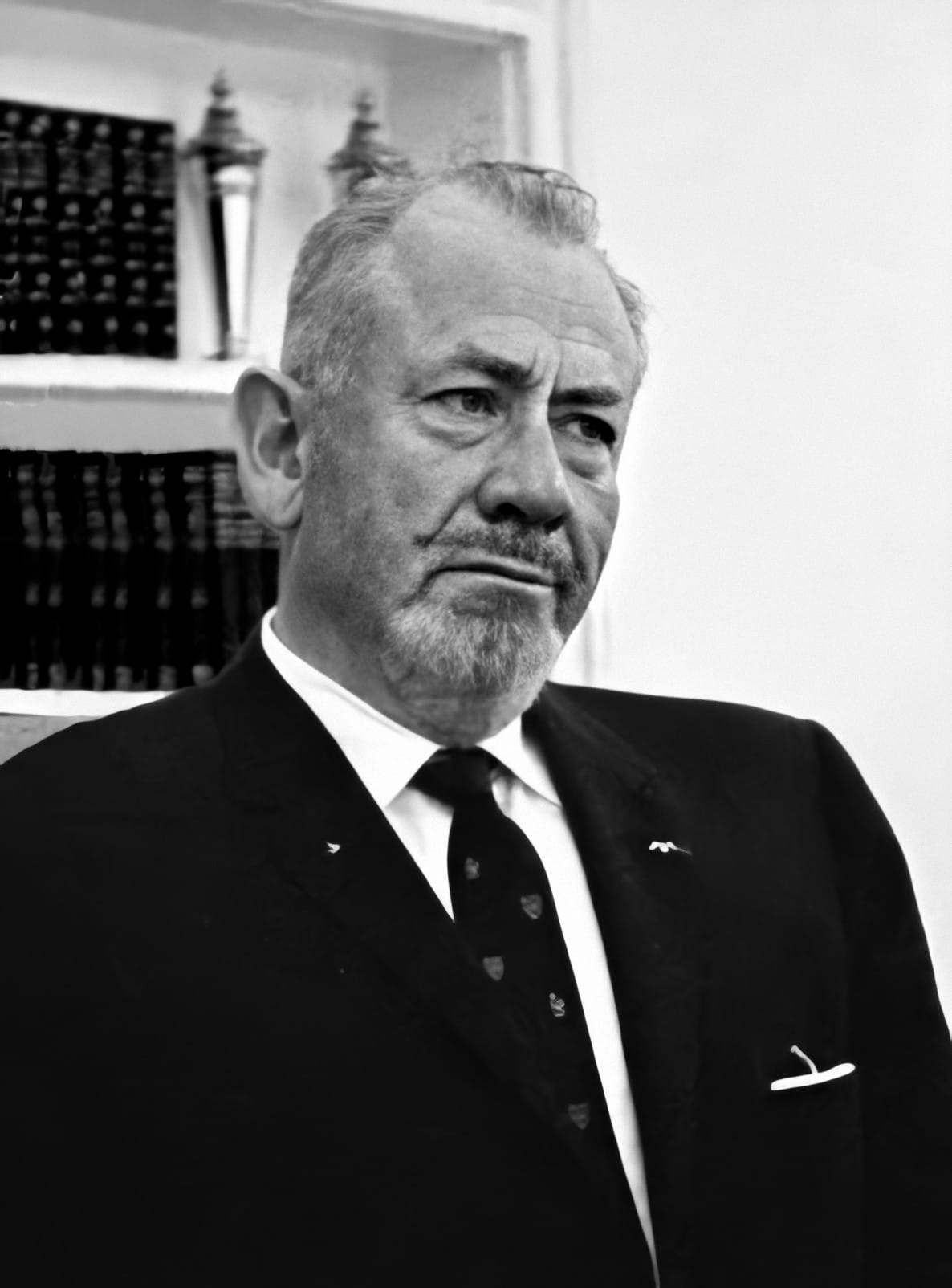
레니의 이름은 존 스타인벡(사진)의 희곡 《생쥐와 인간》의 등장인물에서 가져왔다.

프로그램은 사비노가 자신이 대가족에서 자랐던 경험을 기반으로 했다. 개발 초기에는 라우드 일가가 25명의 토끼 자매로 구성될 예정이였지만, 개발책임자 보이드의 조언을 받은 후 인간으로 바뀌었다. 사비노는 "그녀가 맞았어요. 우리가 형제의 수를 25명에서 10명으로 줄이니 모든 게 딱 맞아 떨어졌죠."라고 회상했다". 사비노는 토끼의 귀와 코를 지우는 등 살짝 변경을 주었으며 10명의 형제 사이에서 살아가는 11살 소년 링컨을 창조했다.
사비노의 말에 의하면, 초기 토끼로 구상하고 있었을 때 그들의 이름은 모두 "B"로 시작했다. 이유에 대해서는 "유일하게 여성스러운 단어였기 때문"이라고 말한다. 등장인물이 인간이 되자 그는 모두 "L"로 이름이 시작되고 네 글자였던 자신의 다섯 자매 이름을 따와 로리, 리사, 린, 루안, 라나의 이름을 지어주었다. 그리고 자신의 닥스훈트 롤라와, 어머니가 기르던 닥스훈트 루나의 이름을 가져왔고, 루시와 릴리는 자신과 아내가 딸을 낳으면 고려하고 있던 이름을 가져왔다. 레니는 존 스타인벡의 희곡 《생쥐와 인간》에 등장하는 레니(Lennie)에 기반을 두었다. 사비노는 "그녀는 자신의 강점을 모르지만, 대단히 착하다는 면"에서 비슷하다며, 네 글자에 맞게 철자를 줄여 레니(Leni)로 바꾸었다고 말했다. 가장 마지막에 지어진 링컨의 이름은 루이스, 리오, 리안 등의 이름이 고려되었지만 전부 캐릭터와 맞지 않다고 생각해 기각, 문득 자신이 살던 거리 이름 '링컨'을 떠올린 사비노가 지어줬다. 사비노는 자신의 삶에서 진정으로 가져온 것이 있다면 바로 누이들의 이름이라면서, 그들이 이름 사용을 고맙게 생각하고 있다고 전했다. 《피너츠》와 같이 모든 캐릭터의 의상에는 특징적인 색이 있다.
단편 애니메이션에서 그는 열 형제와의 동거와 데이트를 해야 했던 자신의 어려움을 반영했고 전 세계인의 공감을 얻기 위해 링컨이 화장실에 가려고 하는 이야기를 꾸며냈다. 링컨이 화장실에 가지 못하게 가로막는 이 시끄러운 아이들 속에서 그는 애니메이션의 이름을 착안했다. 이야기의 창작에서 사비노가 중점을 두었던 것은 대가족에서 나타나는 유머를 발굴하여 대중의 반향을 일으키는 것이었다. 최상급의 작가진들이 모여 독특한 개별 캐릭터의 성격을 기술하고 설득력 있는 링컨의 상황을 연출했다. 사비노는 인터뷰에서 캐릭터의 생일은 없으며 마찬가지로 생일 에피소드도 없을 것이라고 말했다. 그는 "그들은 나이가 너무 구체적"이었고, "로리가 18세가 되면 집을 나가야 하기 때문에 17세로 정해두었다. 그러면 "문 밖으로 한 발" 태도를 가지게 된다."며 "나이를 먹으면 로리가 방출"되기 때문에 모두의 나이를 올리지 않았다고 말했다. 하지만, 《링컨의 집에서 살아남기》의 끝에서 18세가 된 로리가 대학에 가는 슬픈 에피소드를 고려하고 있다고 전했다.

### 음악
여는 곡과 닫는 곡을 공동 작곡한 사비노가, 이것이 얼마나 쇼에서 중요한가를 질문받았을 때 그는 "굉장히 중요하다"면서 "단 1분의 여는 곡 조차도 쇼 전체를 아울러 규정하는 것이었다"고 어릴 적 기억을 떠올렸다. 이어 곡은 30초 분량만 할당되었고, 자신이 쓴 수많은 가사를 주제곡을 작곡하는 천재들이 이 중 몇몇을 선정하여 작업했다고 말했다. 그리고 곡은 반드시 귀에 하루종일 맴돌게 써야 한다고 강조했다.

## 공개와 에피소드

대한민국 방영 로고

미국 현지 시각으로 2016년 5월 2일 오후 5시 니켈로디언에서 데뷔했다. 대한민국에서는 2016년 5월 3일 오후 8시 니켈로디언 코리아에서 초연되었다. 국제적으로는 이스라엘과 이탈리아에서 5월 15일에 초연되었다. 라틴 아메리카, 브라질, 폴란드, 독일, 프랑스, 아프리카가 그 다음 날 초연되었다. 동남아시아에서는 5월 20일에, 호주, 뉴질랜드, 영국, 아일랜드에서는 5월 30일에 방영하기 시작했다. 캐나다에서는, YTV에서 스닉 픽을 2016년 9월 5일에 방영했으며, 2016년 9월 6일에 공식적으로 초연되었다. 2014년 6월, 니켈로디언은 《링컨의 집에서 살아남기》 시즌 1의 13개 에피소드 제작이 허가되었다고 발표했다. 에피소드 개수는 이후 26개로 오른다. 2016년 5월 25일, 니켈로디언은 14개의 에피소드로 이루어진 두 번째 시즌의 제작이 허가되었다고 발표했다. 2016년 10월 19일, 26개의 에피소드로 이루어진 시즌 3 제작이 허가되었다.
〈링컨 라우드의 마지막 조각을 먹기 위한 ABC〉란 제목의 스페셜 미니코믹이 2015 샌디에이고 코믹콘 인터내셔널에서 무료로 공개되었다. 창작자 크리스 사비노가 각본을 썼고, 사비노와 스토리보드 아티스트 조던 로사토가 그렸으며, 아트 디렉터 아만다 린다가 채색했다. 〈듀스 와일드〉란 제목의 두 번째 미니코믹은 2016 샌디에이고 코믹콘 인터내셔널에서 무료로 공개되었다. 크리스 사비노와 카를라 새키스 슈롭셔가 각본, 사비노와 조던 로사토가 그림, 아만다 린다가 채색을 담당했으며, 미겔 푸가와 재러드 모건이 표지를 그렸다.

### 방영 개요
| 시즌 | 시즌   | 회수      | 방송 날짜       | 방송 날짜       |
| 시즌 | 시즌   | 회수      | 시즌 시작       | 시즌 종료       |
| ---- | ------ | --------- | --------------- | --------------- |
|      | 파일럿 | 파일럿    | 2014년 6월 5일  | 2014년 6월 5일  |
|      | 1      | 26        | 2016년 5월 2일  | 2016년 11월 8일 |
|      | 2      | 26        | 2016년 11월 9일 | 2017년 12월 1일 |
|      | 단편   | 추후 공개 | 2016년 4월 15일 | 추후 공개       |
|      | 3      | 26        | 2018년 1월 19일 | 2019년 3월 7일  |
|      | 4      | 26        | 2019년 5월 27일 | 2020년 7월 23일 |
|      | 5      | 추후 공개 | 2020년 9월 11일 | 추후 공개       |

### 시즌 1 (2016년)
1. 어둠 속에 남겨지다(Left in the Dark)/메시지를 지워라!(Get the Message)
2. 간섭쟁이 형제들(Heavy Meddle)/링컨과 트로피(Making the Case)
3. 면허증 따기 대작전(Driving Miss Hazy)/대장이 된 링컨(No Guts, No Glori!)
4. 달콤 구역(The Sweet Spot)/어른 식탁(A Tale of Two Tables)
5. 발표 숙제 성공 대작전(Project Loud House)/여행 장소 정하기(In Tents Debate)
6. 조용한 세상(Sound of Silence)/공포의 침입자(Space Invader)
7. 완벽한 선물(Picture Perfect)/습관을 버려라!(Undie Pressure)
8. 혼자만의 수영장(Linc or Swim)/릴리 바꾸기 대작전(Changing the Baby)
9. 밤샘 파티(Overnight Success)/쫓겨나기는 싫어!(Ties That Bind)
10. 물려받은 자전거(Hand-Me-Downer)/범인을 잡아라!(Sleuth or Consequences)
11. 나비 효과(Butterfly Effect)/에너지 절약 운동(The Green House)
12. 거미를 보호하라!(Along Came a Sister)/집안일 나누기(Chore and Peace)
13. 링컨의 첫 콘서트(For Bros About to Rock)/숨겨진 돈을 찾아라!(It's a Loud, Loud, Loud, Loud, House)
14. 미인 대회에 나간 라나(Toads and Tiaras)/릴리 돌보기 대작전(Two Boys and a Baby)
15. 날 대신해 줘!(Cover Girls)/링컨의 특별한 데이트(Save the Date!)
16. 관심이 필요해!(Attention Deficit)/리무진 타는 남자(Out on a Limo)
17. 가족 밴드(House Music)/치과에 간 링컨 (A Novel Idea)
18. 공포의 만우절(April Fools Rules!)/시리얼 탐험(Cereal Offender)
19. 여자 박사 링컨(Lincoln Loud: Girl Guru)/차고 세일(Come Sale Away)
20. 진짜 사나이(Roughin' It!)/초대장이 필요해!(The Waiting Game)
21. 운동은 괴로워(The Loudest Yard)/루시의 예언(Raw Deal)
22. 댄스 파티(Dance Dance Resolution)/질투심 유발 작전(A Fair to Remember)
23. 링컨과 남자 형제들(One of the Boys)/고자질쟁이 롤라(A Tattler's Tale)
24. 깔깔 회사(Funny Business)/임시 휴일(Snow Bored)
25. 공포 영화는 무서워!(The Price of Admission)/독감 전쟁(One Flu Over the Loud House)
26. 링컨의 가정교사(Study Muffin)/즐거운 나의 집(Homespun)

### 시즌 2 (2016년 ~ 2017년)
1. 라우드 가족의 크리스마스(11 Louds a Leapin')
2. 최악의 직업 체험(Intern for the Worse)/할아버지는 청춘(The Old and the Restless)
3. 오빠 연습(Baby Steps)/자매 싸움 규칙(Brawl in the Family)
4. 소란스러운 휴가(Suite and Sour)/사랑에 빠진 루시(Back in Black)
5. 동급생이 된 리사(Making the Grade)/아빠의 새 자동차(Vantastic Voyage)
6. 쌍둥이 자매의 도전(Patching Things up!)/바람둥이를 잡아라!(Cheater by the Dozen)
7. 도둑을 막아라!(Lock 'N Loud)/사진첩 다시 만들기(The Whole Picture)
8. 링컨은 불운아(No Such Luck!)/개구리 구출 작전(Frog Wild)
9. 봄방학 리스트(Kick the Bucket List)/로리의 파티(Party Down)
10. 피자 먹기 대작전(Fed Up!)/달걀 아기 돌보기(Shell Shock)
11. 에이스 새비 공모전(Pulp Friction)/동물들의 모험(Pets Peeved!)
12. 릴리의 말버릇(Potty Mouth)/고백 편지(L is For Love)
13. 외갓집에 간 로니 앤(The Loudest Mission: Relative Chaos)
14. 학년 사진 만들기(Out of the Picture!)/완벽한 룸메이트(Room with a Feud)
15. 링컨의 이별 후유증(Back Out There)/루시의 마법(Spell It Out!)
16. 공포의 만우절(Fool's Paradise)/직장 구하기 대작전(Job Insecurity)
17. '으아아 쇼' 체험기(ARGGH! You For Real?)/로리의 독립(Garage Banned!)
18. 클라이드의 변심(Change of Heart)/체력 훈련(Health Kicked!)
19. 미래를 위하여!(Future Tense)/린을 이겨라!(Lynner Takes All!)
20. 설득의 제왕(Yes-Man)/친구 사귀기(Friend or Faux?)
21. 루안과 코미디언 대회(No Laughing Matter)/깜짝 파티 대작전(No Spoilers!)
22. 신비한 사원의 전설(Legends)/사인을 받아라!(Mall of Duty)
23. 독서 이야기(Read Aloud!)/출생의 비밀(Not a Loud?)
24. 공포의 핼러윈(Tricked!)
25. 공포의 여우 인형(The Crying Dame)/휴대폰 중독(Anti-Social)
26. 눈 속에 갇히다!(Snow Way Out!)/클라이드의 독립선언(Snow Way Down!)

### 시즌 3 (2018년 ~ 2019년)
1. 링컨 가족의 수상한 휴가(Tripped!)
2. 토끼가 된 링컨(White Hare)/할아버지의 여자 친구(Insta-gran)
3. 록스타가 될 거야!(Roadie to Nowhere)/아빠의 요리(A Fridge Too Far)
4. 셀카 전쟁(Selfie Improvement)/홈스쿨링은 어려워!(No Place Like Homeschool!)
5. 도시인은 어려워!(City Slickers)/루안을 속여라!(Fool Me Twice!)
6. 진정한 챔피언(Net Gains)/비밀 화장실(Pipe Dreams)
7. 우울한 흡혈귀들(Fandom Pains)/엄마도 휴식이 필요해!(Rita Her Rights!)
8. 체육선생님의 데이트(Teachers' Union)/루시의 암송회(Head Poet's Anxiety)
9. 연구소로 간 리사(The Mad Scientist)/장거리 연예는 어려워!(Missed Connection)
10. 안녕, 에이스 세비(Deal Me Out!)/친구 카드(Friendzy)
11. 농장 파티(Pasture Bedtime)/레니의 변신(Shop Girl)
12. 롤라의 도전(Gown and Out)/상처받은 아빠(Breaking Dad)
13. 해충을 피해서!(Ruthless People)/목공은 어려워(What Wood Lincoln Do?)
14. 물꼬 부부 구하기 대작전(Scales of Justice)/탐정이 된 링컨(Crimes of Fashion)
15. 개근상의 비밀(Absent Minded)/5총사의 대결(Be Stella My Heart)
16. 보모 아르바이트(Sitting Bull)/나를 사랑한 스파이(The Spies Who Loved Me)
17. 루나의 꿈(Really Loud Music!)
18. 거짓말 방지 작전(House of Lies)/게임기를 지켜라!(Game Boys)
19. 모두가 레니를 사랑해(Everybody Loves Leni!)/중학생 링컨(Middle Men)
20. 공포의 집(Jeers for Fears!)/공포의 인형(Tea Tale Heart)
21. 추수감사절 대소동(The Loudest Thanksgiving!)
22. 링컨의 변신(Predict Ability)/로리의 골프 대회(Driving Ambition)
23. 편애 없는 사랑(Home of the Fave)/린의 질투(Hero Today, Gone Tomorrow!)
24. 로미오와 루안(The Write Stuff)/골동품과 우정(Racing Hearts)
25. 글짓기 클럽(Stage Plight)/루안의 새친구(Antiqued Off!)
26. 린스 테이블(Cooked!)

### 시즌 4 (2019년 ~ 2020년)
1. 로니 앤의 새 친구(Friended! with the Casagrandes)
2. 비밀 클럽(Power Play with the Casagrandes)/절약 대작전(Room for Improvement with the Casagrandes)
3. 칼의 우상(Roll Model with the Casagrandes)/드라마에 빠진 로니엔(No Show with the Casagrandes)
4. 로니 앤의 쿠카부라(Face the Music with the Casagrandes)/로니 앤의 무대 공포증(Pranks for the Memories with the Casagrandes)
5. 슈퍼마켓 대전쟁(Store Wars with the Casagrandes)/시상식과 프로레슬링(Lucha Fever with the Casagrandes)
6. 무인도 표류기(Washed Up!)/아빠의 요리책(Recipe for Disaster)
7. 생일 선물(Present Tense)/릴리와 아이스크림(Any Given Sundae)
8. 로리의 아르바이트(Can't Hardly Wait!)/애견 대회(A Mutt Above)
9. 사랑에 빠진 월트(Love Birds)/우주 훈련생(Rocket Men)
10. 루시의 실수(A Grave Mistake)/매니저가 된 레니(Leader of the Rack)
11. 학부모 면담(Stall Monitor)/여드름 대소동(A Pimple Plan)
12. 전시회 왕(Kings of the Con)
13. 스포츠 우정 만세!(Good Sports)/수명 연장 작전(Geri Antics)
14. 자유를 찾은 클라이드(Exchange of Heart)/롤라 의 봉사 활동(Community Disservice)
15. 번개 마차의 드리프트(Race'm a Drag Race)
16. 이별은 싫어!(Don't You Fore-get About Me)/쿠키 사업(Tough Cookies)
17. 린의 행운식(On Thin Ice)/물건 버리긴 힘들어!(Room and Hoard)
18. 빼앗긴 인기(A Star is Scorned!)/로리의 추억 만들기(Senior Moment)
19. 라나의 꿈(Wheel and Deal!)/요리 견습생 루안(Feast or Family)
20. 어두은 밤의 이야기 게임(A Dark and Story Night)/샌드 하이웨이(Sand Highway)
21. (How Double Dare You!)/(Snoop's On!)
22. (Friends in Dry Places)/(Coupe Dreams)

### 시즌 5 (2020년 ~ 2021년)
1. (Schooled! (Part 1))
2. (Schooled! (Part 2))
3. (The Boss Maybe)/(Family Bounding)
4. 쌍둥이의 생일 파티(Strife of the Party)/팝콘 도둑의 비밀(Kernel of Truth)
5. 페어웨이의 유령(Ghosted!)
6. 실험 대상이 된 플립(Blinded by Science!)/루나와 밴드 친구들(Band Together)
7. (Cow Pie Kid)/(Saved by the Spell)
8. (Season's Cheating's!)/(A Flipmas Carol)
9. (No Bus, No Fuss!)/(Resident Upheaval)
10. (Silence of the Luans)/(Undercover Mom)
11. (School of Shock)/(Electshunned!)
12. (Zach Attack!)/(Flying Solo)
13. (Hurl, Interrupted)/(Diamonds Are For Never)
14. (Rumour Has It)/(Training Day)
15. (Director's Rut)/(Friday Night Fights)
16. (Grub Snub)/(She's All Bat)
17. (Much Ado About Noshing)/(Broadcast Blues)
18. (Camped!)

## 반응

### 시청률
《링컨의 집에서 살아남기》는 방영 첫 달 만에 최고의 시청률을 기록한 어린이 TV 애니메이션이 되었다. 2016년 5월 니켈로디언은 작년 5월보다 평균 68% 더 많은 어린이 시청자(6-11살)를 끌어모았다. 2016년 6월에 《링컨의 집에서 살아남기》는 《스폰지밥 네모바지》을 대신해 니켈로디언의 시청률이 가장 높은 프로그램이 되었다. 《로스앤젤레스 타임스》는 2016년 여름 아동 방송사 중 니켈로디언이 시청률이 가장 높았던 주요 요인으로 《링컨의 집에서 살아남기》를 꼽았다. 시마 자르가미는 초연 후 4주 동안 다른 채널의 프로그램보다 더 많은 시청자를 끌어들였다고 말했다.

### 평가
《링컨의 집에서 살아남기》는 애니메이션, 목소리 연기, 각 에피소드의 따뜻한 주제 등에서 긍정적 평가를 받았다. 커먼 센스 미디어의 에밀리 애쉬비는 쇼의 목소리 캐스팅과 주제 메시지를 칭찬하며, "아이들은 《링컨의 집에서 살아남기》에 재미를 위해 오지만, 매 이야기마다 조화로운 캐스팅과 놀랍고 마음이 따스해지는 작품의 주제로 돌아온다"고 적었다. 디 A.V. 클럽의 케빈 존슨은 쇼에 B+를 매기며, "여성 캐릭터들은 자신들의 특성으로 정의되지만, 그들에 의해 판단되지 않는다."고 적었다.
하워드와 헤롤드 맥브라이드는 결혼한 동성애 커플로서, 긍정적으로 표현되어 칭찬을 받았다. 《배너티 페어》의 로라 브래들리는 《링컨의 집에서 살아남기》에 대해 "정확히 옳은 방식으로 주제(동성 결혼)를 다루었다. 어린이 프로그램에서 이러한 표현은 중요하다."고 말했다.  《틴 보그》의 드 엘리자베스는 "쇼의 가장 훌륭한 점은 그들을 다르게 표현하지 않았다는 것이다. 게다가 그들의 배우자 관계에 큰 별표를 그려 소개하기도 했다."고 말했다. 《프리스키》의 타이 구든은 "두 아버지(혹은 어머니)를 둔 아이는 티비에서 볼 수 있는 (그러한) 가족을 보고, 보다 즐거움을 느낄 것이다."라고 언급했다. 《타임》은 게이 커플을 등장시킨 "니켈로디언의 결정에 사람들은 열광한다"고 보도했다. 하지만, 이 캐릭터들은 보수 언론 단체로부터 비판에 부딪혔다. 기독교 단체 미국가족협회는 맥브라이드의 부모님이 방송에 나오는 것을 막기 위해 "니켈로디언은 의제를 밀어붙이는 게 아닌, 오락에 집중해야 한다."고 말한다.

### 수상 및 후보
2017년 1윌 《링컨의 집에서 살아남기》는 〈Attention Deficit〉에서 그려진 하워드와 해롤드의 모습으로 제28회 GLAAD 미디어 어워드의 최우수 단일 에피소드 부문에 후보로 올랐다.
| 연도 | 주최                       | 상/부문                                                          | 후보       | 결과 | 출처   |
| ---- | -------------------------- | ---------------------------------------------------------------- | ---------- | ---- | ------ |
| 2017 | 제28회 GLAAD 미디어 어워드 | GLAAD 미디어 어워드 최우수 단일 에피소드 (〈Attention Deficit〉) | 니켈로디언 | 미정 | [ 38 ] |

## 같이 보기
- 트와이스
- 카사그란데 가족